# Прилепска битка
Прилепска битка је битка између Прве српске армије и турске Вардарске армије. Одиграла се 3—6. новембра 1912. године у време Првог балканског рата.
После Кумановске битке (10-11. октобар) турска војска се повукла преко Вардара према Битољу, док је за њима напредовала српска војска. У исто време ка Битољу је са југа напредовала грчка војска. Командант турске западне (вардарске) армије Зеки паша послао је VI корпус (једна трећина снага) да зауставе Грке код Флорине, а са осталим снагама (V и VII корпус) се супротставио Србима.
Следећи наређења команде, V корпус је 1. новембра блокирао планинске пролазе северно од Прилепа са задатком да зауставе српско напредовање. Битка је почела када су се српске снаге (Моравска дивизија) ту појавиле 3. новембра из правца Велеса. Сутрадан су доласком Дринске дивизије I позива турске снаге натеране на повлачење, док су српске ушле у Прилеп 5. новембра.
Прва армија се поново сукобила са турским снагама 5. новембра јужно од Прилепа на путу ка Битољу. Битка је вођена бајонетима и ручним гранатама. Трајала је већи део дана. Један турски посматрач је описао српски напад:
Развој српског пешадијског напада био је чист и јасан као извођење војне вежбе. Велике и јаке јединице покриле су цело бојиште. Сви официри су били јасно видљиви. Нападали су као на паради. Слика је била веома импресивна. Део турских официра био је запањен овим чудом математичког распореда, док су други жалили због недостатка тешке артиљерије у овом моменту. Приметили су да је овако отворен фронталан напад арогантан.
Српска војска је и поред ентузијазма показала да њиховим пешадијским нападима недостаје лукавост, па су њени губици били велики — око 2.000 погинулих и рањених. То је била хронична бољка свих зараћених страна у Балканским ратовима.
Српска Прва армија је наступала без свога команданта, принца Александра. Он се разболео од хладног времена и армијом је управљао телефонски из Скопља.
Турски V корпус је накратко задржао позиције код села Алинци, али је поново разбијен 6. новембра и повукао се ка Битољу.